# Howden-le-Wear
Howden-le-Wear – wieś w Anglii, w hrabstwie Durham. Leży 15 km na południowy zachód od miasta Durham i 370 km na północ od Londynu.